# Jeanne Saba
Jeanne Saba ou Jeanne Dadis Camara est l'épouse de Moussa Dadis Camara, ancien président de la République de Guinée.